# Killer List of Videogames
 (octobre 2019).
Si vous disposez d'ouvrages ou d'articles de référence ou si vous connaissez des sites web de qualité traitant du thème abordé ici, merci de compléter l'article en donnant les références utiles à sa vérifiabilité et en les liant à la section « Notes et références ».
KLOV (Killer List of Videogames) est un site web consacré au catalogage des jeux d'arcade passé et présent. C'est le département jeu vidéo de l'International Arcade Museum. Il est très consulté par les collectionneurs et fans à travers le monde.
KLOV contient des images de bornes d'arcade (cabinet), de panneaux de contrôle (control panel), de bandeaux (marquee), de captures d'écrans (screenshot) et même des modèles 3D de la borne d'arcade dans certains cas.